# Biz Stone
Christopher Isaac Stone mais conhecido como Biz Stone, (10 de março de 1974) é um desenvolvedor de software norte-americano. Ele também é o autor de dois livros. É um conselheiro para muitas empresas. É o cofundador do Twitter, juntamente com Jack Dorsey, Evan Williams e Noah Glass.